# Ponor (Románia)

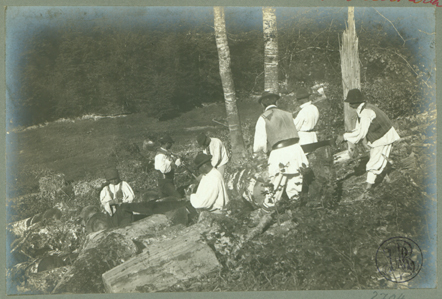
Ponori favágók 1910-ben (Leopold Adler felvétele)

Ponor falu Romániában, Erdélyben, Hunyad megyében.

## Nevének eredete
Neve a 'víznyelő' és 'suvadás' jelentésű román ponor szóból való. Először 1404-ben említették.

## Fekvése
A Hátszegi-medence délkeleti csücskében, a Sztrigy jobb partján, Hátszegtől 21 kilométerre délkeletre fekszik.

## Népessége
- 1785-ben 376 főt írtak benne össze. Családfőinek 38%-a volt jobbágy, 33%-a nemes és 26%-a zsellér.[1]
- 1910-ben 538 lakosából 504 volt román és 28 magyar anyanyelvű; 491 görögkatolikus, 17 ortodox, 13 zsidó, kilenc református és nyolc római katolikus vallású.
- 2002-ben 480 román nemzetiségű lakosából 401 volt ortodox és 70 adventista.

## Története
A 15. század elején kenézi jogú román falu, 1453-ban Déva, 1506-ban és 1510-ben Hunyad várának tartozéka volt.